# Ulica Dworcowa w Katowicach
Ulica Dworcowa w Katowicach (do 1922 i w latach 1939–1945 Bahnhofstraße) – jedna z ważniejszych ulic w katowickiej dzielnicy Śródmieście. Jej nazwa wywodzi się od starego dworca kolejowego, który się przy niej znajduje.

## Przebieg
Swój bieg zaczyna od skrzyżowania z ul. Juliusza Słowackiego. Następnie biegnie tunelem pod Galerią Katowicką i Dworcem PKP, krzyżuje się z ul. Młyńską (dawniej Mühlstraße), ul. Pocztową, ul. św. Jana i ul. Dyrekcyjną (deptak). Kończy swój bieg przy skrzyżowaniu z ulicami Andrzeja Mielęckiego i Mariacką Tylną, za którym zamienia się w deptak (jako ul. Mariacka).

## Historia
U zbiegu ulic Dworcowej i Pocztowej powstała pierwsza przychodnia w Katowicach (w budynku zwanym Białą Willą). W latach międzywojennych pod numerem 5 swoją siedzibę miała dyrekcja kolei, a pod numerem 9 – „Bar Bufet”, którego właścicielem był Jan Strużyna. Przy ul. Dworcowej do 1939 działały: kawiarnia Grang (ul. Dworocwa 11), sklep z wódkami Destylacja Filipa Taterka (ul. Dworocwa 17), hotel „Central” z 30 pokojami (ul. Dworcowa 11), restauracja „Kaiser-Automat” Karola Kriegera (ul. Dworcowa 11), restauracja Monopolowa (ul. Dworcowa 7), jadłodajnia Mleczarnia Zdrowia (ul. Dworcowa 13), Bank Agrar u Commerzbank (ul. Dworcowa 13), Dresdener Bank (ul. Dworcowa 3), Kolejkowa Kasa Oszczędności (ul. Dworcowa 18, Książnica Śląska – antykwariat i wypożyczalnia książek (ul. Dworcowa 18). W hotelu „Central” (obecnie „Diament”) początkiem lat dwudziestych XX wieku swoją siedzibę miał Niemiecki Komisariat Plebiscytowy.
W 1945 powstała Dworcowa Kawiarnia i Restauracja pod numerem 9, bar Cristal (pod numerem 14), kawiarnia Skala (pod numerem 13). W latach sześćdziesiątych XX wieku pod numerem 9 istniał antykwariat Domu Książki.
Na ulicy Dworcowej świętowano 140-lecie Katowic.
W ramach przebudowy katowickiego dworca przebudowany został węzeł komunikacyjny w rejonie ulic Pocztowej, Dworcowej i Świętego Jana. Prace w ciągu ulicy Dworcowej rozpoczęły się 24 stycznia 2011. Oferty do przetargu na przebudowę tzw. „węzła wschodniego” firmy mogły zgłaszać do 4 maja 2011. Ulica Dworcowa w części biegnie teraz tunelem pod galerią handlową i dworcem. Prace zakończono w 2013.
W latach 2019–2020 zmodernizowano ulicę na odcinku od skrzyżowania z ul. św. Jana do skrzyżowania z ul. A. Mielęckiego i ul. Mariacką.

## Obiekty i zabytki
Ulica Dworcowa została zabudowana w drugiej połowie XIX wieku według planu Nepilly'ego z 1875 (blok zamknięty ulic na wschód od Rynku). W latach trzydziestych XX wieku pod numerem 4 zlokalizowany był Komisariat Kolejowy Policji.
Przy ul. Dworcowej znajdują się następujące historyczne obiekty:
- kompleks zabudowań dworca kolejowego, wpisany do rejestru zabytków (nr rej.: A/1218/75 z 18 grudnia 1975); granice ochrony obejmują całość założenia usytuowaną w obrębie ulic: Dworcowej, świętego Jana (dawnej 15 Grudnia), Andrzeja Mielęckiego oraz linii torów kolejowych; najstarsze zabudowania kompleksu powstały w roku 1859[19]; w późniejszych latach został przebudowany w partii środkowej w stylu modernizmu historycznego[20];
- kamienica narożna (ul. Dworcowa 1, róg z ul. A. Mielęckiego), wzniesiona na początku XX wieku w stylu modernistycznym[21]; w latach 70./80. XX w. mieścił się tam Instytut Ekonomiki Transportu ówczesnej Akademii Ekonomicznej w Katowicach[22].
- budynek dawnej administracji kolei (ul. Dworcowa 3, róg z ul. Dyrekcyjną), wzniesiony w latach siedemdziesiątych XIX wieku w stylu późnego klasycyzmu, przebudowany w 1894[21]. Grupa Epione, która w 2016 r. kupiła od PKP siedem połączonych kamienic funkcjonujących pod wspólnym adresem Dworcowa 3, planuje otworzyć w nich kompleks z dwiema, nieobecnymi jeszcze na polskim rynku, markami hotelowej sieci Marriott: Fairfield Inn & Suites oraz Tribute Portofio. Przewidziano rewitalizację i nadbudowę dwóch kondygnacji budynku wraz z historyczną, narożną kopułą. Łącznie znaleźć ma się tam ok. 200 pokoi[23].
- Hotel Monopol (ul. Dworcowa 5/7), wpisany do rejestru zabytków 30 kwietnia 1993 (nr rej.: A/1526/93, A/860/2021[24]), wzniesiony około 1900 w stylu eklektycznym z elementami secesji i neogotyku[20][25], według projektu L. Goldsteina[26];
- budynek dawnego Hotelu Cechowego – obecnie Hotel Diament Plaza (ul. Dworcowa 9), wzniesiony na początku XX wieku w stylu modernistycznym[21], w latach 1919–21 mieścił się tu Niemiecki Komisariat Plebiscytowy;
- budynek dawnej administracji kolei, później hotelu „Central” (ul. Dworcowa 11), wzniesiony w drugiej połowie XIX wieku w stylu historyzmu/neoklasycyzmu, przebudowywany[21]; w 2009 obiekt rozebrano[27], a w latach 2018–2019 wzniesiono w tym miejscu nowy budynek jako drugą część sąsiedniego hotelu Diament Plaza[28];
- dawny dom mieszkalny inżyniera J. Squedera (ul. Dworcowa 13, róg z ul. św. Jana), wzniesiony w 1937 w stylu funkcjonalizmu[21], d. siedziba Galerii Art Nova 2;
- kamienica mieszkalna (ul. Dworcowa 15)[21];
- kamienica mieszkalna (ul. Dworcowa 17)[21].

Przy ulicy swoją siedzibę mają: stary dworzec kolejowy, siedziba Polskiego Ruchu Monarchistycznego, Galeria Art Nova 2 (należąca do ZPAF).